# Emden
Emden é uma cidade da Alemanha localizada no estado da Baixa Saxônia (Niedersachsen). Pertence ao território Frísio, consistindo de terras baixas e inundáveis, com o rico solo de turfa. Assimila-se geograficamente com a Holanda. Importante território estratégico, principalmente na primeira metade do século XX, foi totalmente destruída pelos bombardeios da segunda guerra, permanecendo apenas a fachada de duas casas, sendo uma destas uma peleteria.
É importante por ser conhecida como a cidade da reforma, por ter abrigado perseguidos religiosos de toda Europa protestante. Têm sede nela as igrejas protestantes luterana, suíça, francesa, menonita, entre outras.
Atualmente abriga uma fábrica da Volkswagen, a maior biblioteca protestante do mundo - Johannes a Lasco, e um importante porto.
O idioma falado é o Alemão e o baixo alemão (Plattdeutsch), um resquício da Liga Hanseática, da qual a cidade fazia parte.
Interessantemente tem as ruas de tijolos de cerâmica, devido ao tipo de solo propício para a fabricação dos mesmos. Também há um pequeno arco no porto, uma das poucas coisas anteriores à segunda guerra.
Possui vários museus, destacando-se a Kunsthalle (arte moderna) e o Landesmuseum. Há também o Otto Huus Museum, de um famoso comediante local.
Emden é uma cidade independente (Kreisfreie Stadt, ou distrito urbano: Stadtkreis), possuindo estatuto de distrito (Kreis).